# Esther Stichting
De Esther Stichting is een organisatie in Paramaribo (Suriname) die zich inzet voor gewezen en geïsoleerde patiënten met lepra of tuberculose. De stichting valt onder het ministerie van Sociale Zaken.

## Geschiedenis
De organisatie werd opgericht op 3 februari 1951 en kreeg een beginkapitaal mee van 10.000 gulden. Enkele maanden later ontving ze een bedrag van 23.000 uit de opbrengst van loterijen. Voor geldinzameling werd speciaal de Loterij Esther Stichting in het leven geroepen. In de tijd erna volgden meer donaties en werd vanuit de landelijke begroting 60.000 gulden subsidie verstrekt.
De eerste steen werd gelegd op 18 april 1953 en de eerste twaalf van de zestig huizen werden op 12 december 1953 in gebruik genomen. Voor de naam van het tehuis voor ontslagen leprapatiënten werd een prijsvraag uitgeschreven. Gekozen werd voor Estherhof.
In 2010 werkten bewoners van de stichting mee aan de vervaardiging van het grafmonument van Petrus Donders in de kathedraal van Paramaribo. Donders was een missionaris die 27 jaar onder melaatsen in Suriname heeft gewerkt.
Vanaf 2013 kende de Esther Stichting veel problemen, onder meer omdat er een tijdlang geen directeur was om leiding te geven aan het tehuis. Interne spanningen leidden tot het ontslag van personeel dat in sommige gevallen al jaren voor de stichting had gewerkt. De inschaling van de lonen liet op zich wachten en de  personeelsleden ontvingen geen toelagen waar ze meenden recht op te hebben. In 2014 was er nog steeds geen directeur en bevonden de gebouwen en het terrein zich in een slechte staat. Het personeelsbestand was inmiddels teruggelopen van 125 naar 50 werknemers, waardoor ook de patiëntenzorg achterbleef. Pas in oktober 2015 werd Ose Jabini benoemd tot nieuwe directeur. Hij werd na twee maanden echter overgeplaatst naar Huize Ashana. Zijn opvolger in 2016 was Liefda Somo. Begin 2018 werd in een brandbrief aan de Inspectie Verplegende en Verzorgende Beroepen (IVV) dringend verzocht om een doorlichting van de stichting en haar werkvloer in verband met gevallen van 'rassendiscriminatie, seksueel misbruik en niet-adequate medische zorgverlening'. Een poging in 2019 om de rust te herstellen door het verstrekken van pakketten was tevergeefs. De interne verdeeldheid hield aan, wat leidde tot een staking van het personeel. In maart 2023 greep minister Uraiqit Ramsaran van Sociale Zaken en Volkshuisvesting in, door wisselingen door te voeren in het bestuur en de dagelijkse leiding.
In september 2023 kreeg het terrein van de Esther Stichting na twintig jaar weer een grondige opknapbeurt. Sinds maart 2025 werd er zeven weken lang gestaakt, vanwege allerlei problemen waaronder vuile ruimtes, toiletten, beddengoed, slechte verlichting, te weinig voedsel en personeelstekort. Minister Ramsaran trad sinds het begin met de werknemers in overleg. De Esther Stichting was toen al in beeld en er was ook al een plan van aanpak klaar, waarover een commissie een week later een bezoek had willen plannen. Na zeven weken werd de staking beëindigd, nadat een deel van de verbeteringen was doorgevoerd en minister Delano Landvreugd van Binnenlandse Zaken met een hersteltoelage van 7500 SRD over de brug kwam.